# مدرسة السلطان ملكشاه (بغداد)
مدرسة السلطان ملكشاه  مدرسة تاريخية تقع في بغداد، يعود تأسيسها إلى العصر العباسي. وهي من المدارس الحنفية التي تقع في الجزء الشرقي من المدينة.  وقد ذكر إبن الجوزي أنه تم تفويضه بالتدريس في جامع السلطان  ملكشاه بن ألب أرسلان السلجوقي، المتوفى عام 1092. إلا أن المدرسة لم تعد موجودة اليوم.